# Parvoscincus boyingi
Parvoscincus boyingi là một loài thằn lằn trong họ Scincidae. Loài này được Brown, Linkem, Diesmos, Balete, Duya & Ferner mô tả khoa học đầu tiên năm 2010.